# 苏联部长会议
苏联部长会议（俄语：Совет Министров СССР）是1946至1990年苏联国家权力的最高行政机关，即苏联政府的一部分。其前身是1917年十月革命胜利后建立的苏联人民委员会，1946年3月第二届苏联最高苏维埃第一次会议决定将其改称为部长会议，而各人民委员也随之改称为部长。
委员会依据适当的法律发布声明和命令，对全联盟境内的共和国均有司法权力。然而，最为重要的法令会与苏联共产党中央委员会发布联合声明，因后者在事实上更有权力。在1991年部长会议解散，代之以新成立的苏联内阁会议，在几个月后随着苏联解体而消失。
部长会议先后共拥有过七个主席，即苏联总理。自赫鲁晓夫下台后，党中央禁止任何人同时担任苏联的两大要职，苏共总书记和苏联总理。部长会议的主席团为苏联政府的集体决策者。主席团成员包括：部长会议主席一名、第一副主席和副主席若干人、各部部长、各个国家委员会主席、各加盟共和国部长会议主席以及经部长会议主席提名、由苏联最高苏维埃批准的苏联其他机关和组织的领导人。

## 组成机构
根据《苏联部长会议组织法》规定，部长会议（中央政府）由下列各部委和主管机构组成：
- 苏联全联盟部
  - 航空工业部
  - 原子能和原子工业部
  - 汽车和农业机器制造部
  - 对外经济联络部
  - 水利建设部
  - 地质部
  - 民用航空部
  - 医药工业部
  - 轻工业部
  - 食品工业和日用器械部
  - 水果、蔬菜部
  - 畜牧业和饲料生产机器制造部
  - 冶金部
  - 海运部
  - 石油工业部
  - 天然气工业部
  - 国防工业部
  - 通用机器制造部
  - 交通部
  - 无线电工业部
  - 渔业部
  - 工业建设部
  - 建筑材料工业部
  - 重工业企业建设部
  - 机床制造和工具工业部
  - 石油和天然气工业企业建设部
  - 建筑、筑路和公用工程及其制造部
  - 苏联远东和后贝加尔地区建设部
  - 造船工业部
  - 运输建筑部
  - 重型和运输机器制造部
  - 煤炭工业部
  - 化学和石油加工工业部
  - 电子工业部
  - 电机工业部
  - 仪表制造、自动化工具和控制系统部
  - 矿肥生产部
  - 通讯器材工业部
  - 中型机器制造部
  - 造船工业部
  - 拖拉机和农业及其制造部
  - 运输建设部
  - 动机机器制造部
  - 化学和石油机器制造部
  - 有色冶金工业部
  - 黑色冶金工业部
  - 对外贸易部
- 苏联联盟—共和国部
  - 内务部
  - 国防部
  - 外交部
  - 文化部
  - 财政部
  - 司法部
  - 卫生部
  - 邮电部
  - 商业部
  - 高等和中等专业教育部
  - 森林、制浆、造纸和木材加工工业部
  - 土壤改良和水利部
  - 安装和专门建筑工程部
  - 肉品和奶品工业部
  - 动力和电气化部
  - 农村建设部
  - 农业部
  - 建筑部
- 苏联全联盟国家委员会
  - 国家产品质量管理和标准委员会
  - 国家计算技术和信息委员会
  - 国家水文气象委员会
  - 国家科学技术委员会
  - 国家发明和发现委员会
  - 国家标准化委员会
  - 国家对外经济联络委员会
  - 国家水文气象和自然环境监督委员会
  - 国家物资储备委员会
  - 国家原子动力工业安全操作监督委员会
  - 国家建设委员会
  - 国家职业技术教育委员会
  - 出版、印刷和书籍发行委员会
  - 国家林业委员会
  - 国家农业生产技术保障委员会
  - 国家石油产品供应委员会
  - 国家国际旅游委员会
  - 苏联人民监督委员会
- 苏联联盟—共和国国家委员会 
  - 国家计划委员会
  - 国家物资和技术供应委员会
  - 国家环境保护委员会
  - 国家劳动和社会问题委员会
  - 国家价格委员会
  - 国家统计委员会
  - 国家国民教育委员会
  - 国家电视和无线电广播委员会
  - 国家电影委员会
  - 国家体育运动委员会
  - 国家工业和矿山安全生产监督委员会
  - 国家安全委员会
- 其他直属机构
  - 苏联国家银行理事会
  - 档案管理总局：1929年成立时称苏联中央档案管理局，直属教育人民委员部。1938年归属内务部。1960年起称苏联部长会议档案管理总局
  - 苏联部长会议办公厅
  - 中央统计局
  - 塔斯社
  - 国家原子能利用委员会
  - 国家民用建设与建筑委员会
  - 国家体育运动委员会
  - 苏联联合国教科文组织事务委员会
  - 宗教事务委员会
  - 俄罗斯东正教事务委员会
  - 最高学位评定委员会
  - “加强国际和平”列宁国际奖金委员会
  - 文学艺术建筑列宁和国家奖金委员会（即列宁文学艺术奖金委员会）
  - 科学技术列宁和国家奖金委员会（即列宁科学技术奖金委员会）
  - 列宁奖金和国家奖金委员会
  - 苏联工商会
  - 国家仲裁委员会
  - 苏联部长会议秘书处
  - 苏联部长会议主席典礼局
  - 测绘总局
  - 国家保险总局
  - 苏联新闻局
  - 少数民族事务局
  - 水文气象局